# Tetranycopsis spiraeae
Tetranycopsis spiraeae är en spindeldjursart som beskrevs av Reck 1948. Tetranycopsis spiraeae ingår i släktet Tetranycopsis och familjen Tetranychidae. Inga underarter finns listade i Catalogue of Life.